# Xã Adams, Quận Seneca, Ohio
Xã Adams (tiếng Anh: Adams Township) là một xã thuộc quận Seneca, tiểu bang Ohio, Hoa Kỳ. Năm 2010, dân số của xã này là 1.320 người.